# Sân bay quốc tế Ngurah Rai
Sân bay quốc tế Ngurah Rai hay Sân bay quốc tế Bali, tên giao dịch quốc tế Ngurah Rai Airport, (IATA: DPS, ICAO: WADD), tọa lạc tại nam Bali, 15 km về phía nam Denpasar. Đây là sân bay bận rộn thứ 2 ở Indonesia, sau sân bay quốc tế Soekarno-Hatta ở Jakarta. Sân bay nằm trong khu vực phát triển ở nam Bali.
- Đến và đi nội địa: 9.039 m²
- Đến và đi quốc tế: 28.630 m²
- Khu vực đỗ máy bay 38.358 m².
- Tổng diện tích: 265,60 ha.

Nhà ga nội địa nằm trong một tòa nhà cũ còn nhà ga quốc tế nằm trong một tòa nhà hình chữ L.  Sân bay này có 17 cửa: 3 ở nhà ga nội địa và 14 ở nhà ga quốc tế. Nhà ga nội địa có 35 quầy kiểm tra và 2 băng tải quay để trả hành lý.

## Các hãng hàng không
| Hãng hàng không         | Các điểm đến |
| ----------------------- | --- |
| Aeroflot                | Moscow–Sheremetyevo |
| AirAsia                 | Kuala Lumpur – Quốc tế |
| AirAsia X               | Kuala Lumpur – Quốc tế |
| Air New Zealand         | Theo mùa: Auckland |
| Batik Air               | Jakarta–Halim Perdanakusuma, Jakarta–Soekarno-Hatta, Labuan Bajo, Perth, Samarinda, Surabaya |
| Batik Air Malaysia      | Adelaide, Brisbane, Kuala Lumpur – Quốc tế, Melbourne, Sydney |
| Cathay Pacific          | Hồng Kông |
| Cebu Pacific            | Manila |
| China Airlines          | Đào Viên–Đài Loan (Khai thác từ 2/9/2022) |
| China Eastern Airlines  | Đại Hưng–Bắc Kinh, Thượng Hải–Phố Đông |
| China Southern Airlines | Quảng Châu, Thâm Quyến |
| Citilink                | Balikpapan, Bandung, Banjarmasin, Banyuwangi, Jakarta–Halim Perdanakusuma, Jakarta–Soekarno-Hatta, Labuan Bajo, Lombok, Makassar, Surabaya, Yogyakarta – Quốc tế Thuê chuyến: Nam Kinh, Ninh Ba, Ôn Châu, Vô Tích |
| Emirates                | Dubai – Quốc tế |
| EVA Air                 | Đào Viên–Đài Loan |
| Garuda Indonesia        | Jakarta–Soekarno-Hatta, Lombok, Surabaya, Singapore, Sydney, Tokyo–Narita, Yogyakarta – Quốc tế |
| Hong Kong Airlines      | Hồng Kông |
| Indonesia AirAsia       | Balikpapan (7/7/2022), Bandung, Bangkok–Don Mueang, Jakarta–Soekarno-Hatta, Kuala Lumpur – Quốc tế, Labuan Bajo, Lombok, Medan (8/7/2022), Perth, Singapore, Surabaya, Yogyakarta – Quốc tế |
| Jetstar Airways         | Adelaide, Brisbane, Cairns, Darwin, Melbourne, Perth, Singapore, Sydney |
| Jetstar Asia Airways    | Singapore |
| KLM                     | Amsterdam, Singapore |
| Korean Air              | Seoul–Incheon |
| Lion Air                | Bandung, Jakarta–Soekarno-Hatta, Kupang, Lombok, Makassar, Manado, Surabaya, Surakarta/Solo, Yogyakarta – Quốc tế Theo mùa: Hoàng Hoa–Trường Sa, Thường Châu, Thành Đô, Trùng Khánh, Quảng Châu, Hàng Châu, Nhĩ Tân, Hợp Phì, Hồng Kông, Tế Nam, Nam Xương, Thâm Quyến, Thiên Tân, Ürümqi, Ôn Châu, Vũ Hán, Tây An, Trịnh Châu |
| LOT Polish Airlines     | Thuê chuyến theo mùa: Warsaw |
| Mahan Air               | Thuê chuyến theo mùa: Tehran–Imam Khomeini |
| Malaysia Airlines       | Kuala Lumpur – Quốc tế |
| NAM Air                 | Alor, Bima, Dili, Jakarta–Soekarno-Hatta, Labuan Bajo, Lombok, Maumere, Surabaya, Tambolaka |
| Pelita Air              | Jakarta–Soekarno-Hatta |
| Philippine Airlines     | Manila |
| Philippines AirAsia     | Manila |
| Qantas                  | Melbourne, Sydney |
| Qatar Airways           | Doha |
| Rossiya Airlines        | St. Petersburg |
| Scoot                   | Singapore |
| Shanghai Airlines       | Thượng Hải–Phố Đông |
| Singapore Airlines      | Singapore |
| Sriwijaya Air           | Jakarta–Soekarno-Hatta, Makassar |
| Super Air Jet           | Jakarta–Soekarno-Hatta |
| Thai AirAsia            | Bangkok–Don Mueang |
| Thai Lion Air           | Bangkok–Don Mueang |
| TransNusa               | Jakarta–Soekarno-Hatta |
| Turkish Airlines        | Istanbul |
| VietJet Air             | Hà Nội, Tp. Hồ Chí Minh |
| Vietnam Airlines        | Tp. Hồ Chí Minh |
| Virgin Australia        | Brisbane, Gold Coast (29/3/2023), Melbourne, Sydney Theo mùa Darwin |
| Wings Air               | Bima, Ende, Kupang, Labuan Bajo, Lombok, Malang, Maumere, Semarang, Surakarta/Solo, Tambolaka, Waingapu |
| XiamenAir               | Hạ Môn |

### Các hãng hoạt động trước đây

#### Airlines still in operations with its terminated routes
- Garuda Indonesia (Abu Dhabi, Adelaide, Amsterdam, Auckland, Bangkok-Suvarnabhumi, Frankfurt, Fukuoka, Hong Kong, Honolulu, Nagoya-Centrair, Taipei)
- Malaysia Airlines (Johor Bahru)
- Merpati Nusantara Airlines (Balikpapan, Biak, Darwin, Melbourne, Perth, Porthedland, Sumbawa)
- Qantas (Darwin, Melbourne, Sydney)

#### Past airlines with its destinations
- All Nippon Airways (Osaka-Kansai, Tokyo-Narita)
- Bouraq Indonesia Airlines (Balikpapan, Surabaya)